# ANFHORA
L'ANFHORA (alternativamente Asociación Fonográfica de Honduras) è un'organizzazione facente parte dell'International Federation of the Phonographic Industry che rappresenta l'industria musicale dell'Honduras.
Si occupa di stilare le classifiche dei brani più consumati nazionalmente sulle piattaforme digitali e di streaming in collaborazione con i dati forniti dall'azienda BMAT.